# Координационный центр CERT
Координационный центр CERT (англ. CERT Coordination Center, CERT/CC) был создан в ноябре 1988 года, после того, как червь Морриса поразил компьютеры DARPA. Это основной координационный центр по решениям проблем безопасности в Интернете.
CERT/CC находится в ведении федерального финансирования Питтсбурга на основе Института программной инженерии (SEI) в университете Карнеги-Меллона. SEI были также созданы Capability Maturity Model (CMM) и Capability Maturity Model Integration (CMMI).
CERT/CC отличается от US-CERT; тем не менее эти две организации тесно сотрудничают и работают друг с другом.